# Каванди, Джанет Линн
Джане́т Линн Кава́нди, (англ. Janet Lynn Kavandi; род. 1959) — астронавт НАСА. Совершила три космических полёта на шаттлах: STS-91 (1998, «Дискавери»), STS-99 (2000, «Индевор») и STS-104 (2001, «Атлантис»), химик.

## Личные данные и образование

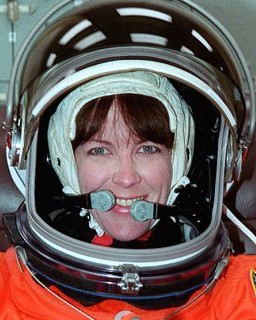
Джанет Линн Каванди в 2000 году.

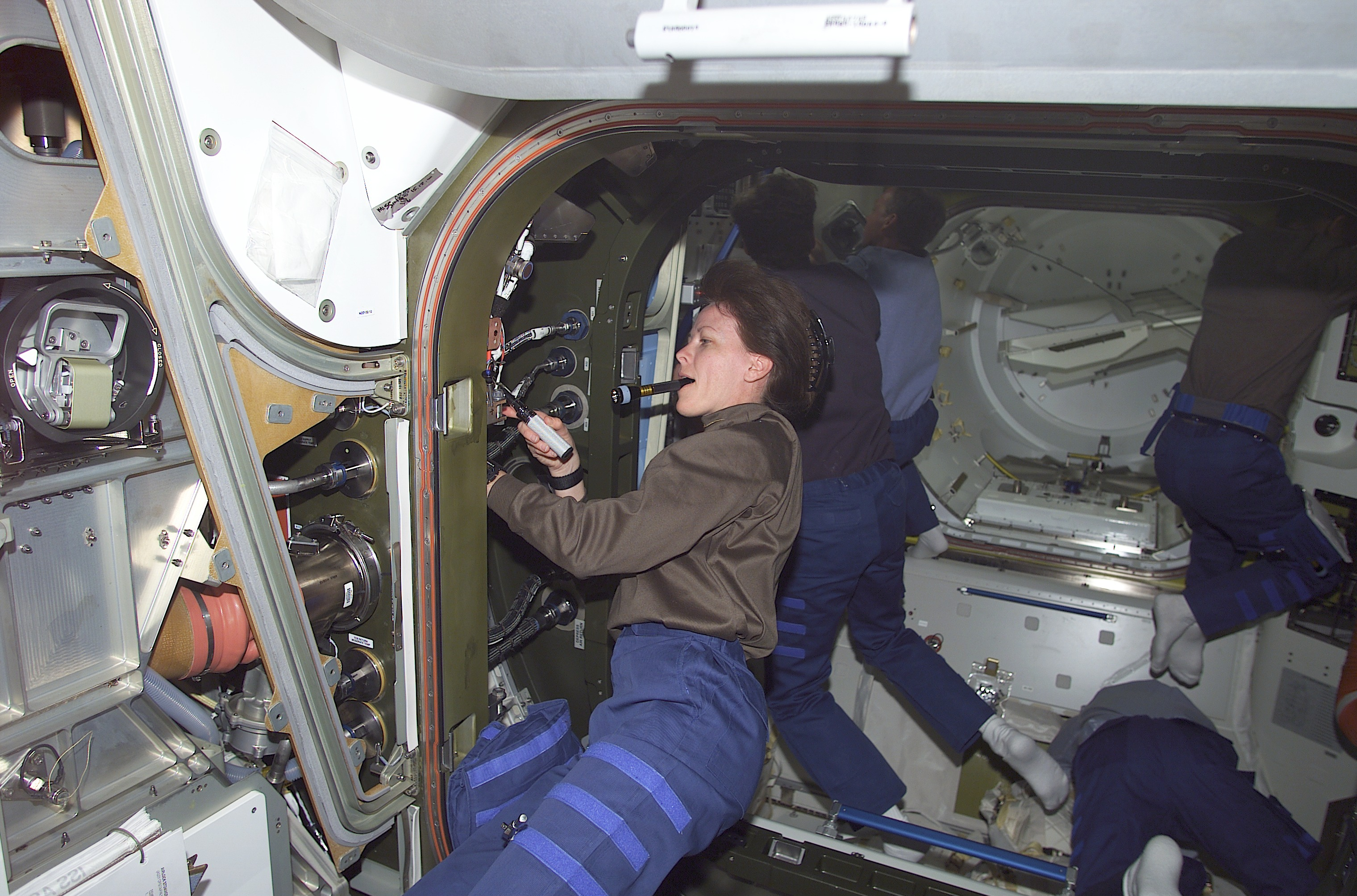
STS-104: Каванди в модуле Юнити.

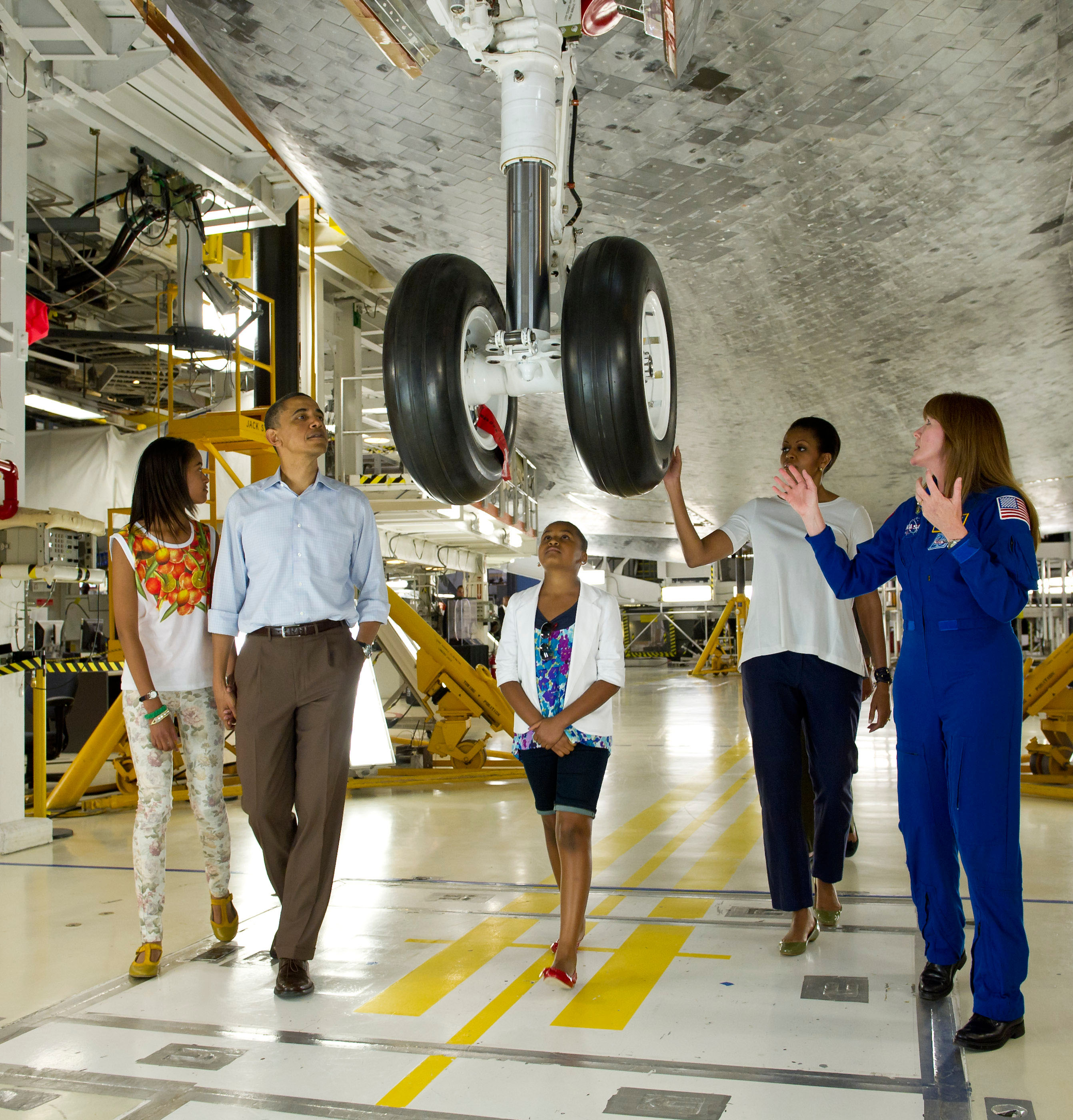
Президент Обама с семьёй на экскурсии и Каванди.

Джанет Каванди родилась 17 июля 1959 года в городе Спрингфилд, штат Миссури. В 1977 году окончила среднюю школу в городе Картэйдж, штат Миссури. В 1980 году получила степень бакалавра наук в области химии в Южно-Миссурийском Колледже, город Джоплин. В 1982 году получила степень магистра наук в области химии в Миссурийском университете науки и технологий, город Ролла. В 1990 году получила степень Ph. D. в Вашингтонском университете, Сиэтл.
Замужем за Джоном Каванди, у них двое детей: сын — Уилльям Арман (род. 02 февраля 1991 года) и дочь — Ариана Николь (род. 10 декабря 1993 года). Она любит кататься на лыжах, походы, отдых в кемпингах, прогулки на лошадях, виндсёрфинг, полёты, подводное плавание, играть на фортепиано. Её родители, Уильям и Рут Сэйлерсы, скончались.

## До НАСА
После окончания университета в 1982 году Каванди приняла должность в «Eagle-Picher Industries» в городе Джоплин, штат Миссури, в качестве инженера по разработке новых батарей для оборонной промышленности. В 1984 году она приняла должность инженера в проекте «Энергоёмкие системы» в департаменте аэрокосмической корпорации Boeing. В течение десяти лет работы в Боинге, Каванди работает по многочисленным программам в областях: энергетическая сфера, системы хранения данных, торговые исследования, калибровка, отбор, разработка, тестирование и анализ данных. Она была ведущим инженером при разработке энергопитания для ракет ближнего радиуса действия, и основным техническим представителем при проектировании и разработке тепловых аккумуляторов для различных боеприпасов. Участвовала в программах по разработке энергопитания: космических станций, баз на Луне и Марсе, инерционных разгонных блоков, орбитальных кораблей, малых космических аппаратов и крылатых ракет Минитмэн и Пиаскипер. В 1986 году, еще работая на Боинг, была принята в аспирантуру при университете штата Вашингтон, где она начала работать над докторской диссертацией в области аналитической химии. Коммерческие технологии визуализации были использованы для сбора и анализа данных. Этот ненавязчивый метод был разработан, чтобы дополнить или заменить более дорогой и трудоемкий вариант. Её работы привели к двум патентам. В дополнение к патентам, Каванди опубликовала и прочитала несколько докладов на технических конференциях и в научных журналах.

## Подготовка к космическим полётам
В декабре 1994 года была зачислена в отряд НАСА в составе пятнадцатого набора, кандидатом в астронавты. С марта 1995 года стала проходить обучение по курсу Общекосмической подготовки (ОКП). По окончании курса, в мае 1996 года получила квалификацию «специалиста полёта» и назначение в Офис астронавтов НАСА. До назначения в экипаж работала в Отделении полезных нагрузок и обитаемых модулей.

## Полёты в космос
- Первый полёт — STS-91[3], шаттл «Дискавери». Со 2 по 12 июня 1998 года в качестве «специалиста полёта». STS-91 стал последним полётом шаттла к орбитальному комплексу «Мир» по программе «Мир — Шаттл»[4]. Помимо проведения девятой и последней стыковки шаттла с российским орбитальным комплексом, программа полёта STS-91 предусматривала доставку и возвращение грузов, выполнение различных экспериментов[5].Грузовой отсек «Дискавери» был скомпанован не так, как обычно. В его передней части была установлена внешняя шлюзовая камера, на верху которой размещалась стыковочная система шаттла ODS со стыковочным агрегатом типа АПАС. За шлюзовой камерой был установлен туннельный адаптер с люком для выхода в открытый космос. От него в направлении к одинарному модулю Spacehab SM шёл переходный туннель. В нескольких предыдущих полётах использовался двойной модуль Спейсхэб, но на этот раз он бы не уместился, потому что за модулем в грузовом отсеке была установлена поперечная ферма, на которой был размещён спектрометр AMS. Продолжительность полёта составила 9 суток 19 часов 55 минут.[6].

- Второй полёт — STS-99[7], шаттл «Индевор». C 11 по 22 февраля 2000 года в качестве «специалиста полёта». Главной задачей полёта STS-99 являлось выполнение программы Радиолокационная топографическая миссия шаттла или SRTM (англ. Shuttle Radar Topography Mission) — радарной топографической съёмки поверхности Земли. Именно поэтому созаказчиками полёта являются Управление наук о Земле (НАСА) и Национальное картографическое агентство Министерства обороны США. Полученная благодаря съёмке информация предназначена для использования в научных и гражданских приложениях (однако, в первую очередь в интересах военных). Помимо НАСА и МО США, в проекте принимали участие Германский аэрокосмический центр (DLR) и Итальянское космическое агентство (ASI). Продолжительность полёта составила 15 суток 16 часов 34 минуты[8].
- Третий полёт — STS-104[9], шаттл «Атлантис». C 12 по 25 июля 2001 года в качестве «специалиста полета». Основной задачей STS-104 была доставка на станцию (10-й полёт шаттла к МКС[10]) шлюзового модуля «Квест» и различные грузы (расходуемые материалы, запас воды, научное оборудование). Во время полёта STS-104 было осуществлено три выхода в открытый космос. Все три совершены астронавтами Майклом Гернхардтом и Джеймсом Райли[11]. 15 июля c 3:10 до 9:09 (UTC), длительность 5 часов 59 минут. Перенос (с помощью манипулятора Канадарм2) и установка шлюзовой камеры «Квест» на стыковочный узел модуля «Юнити». 18 июля c 3:04 (старт планировался на 02:09, но из-за сбоя компьютерной системы на американском сегменте (отказ жесткого диска основного управляющего компьютера C&C № 3) в 22:45 17 июля, был начат позднее) до 9:33 (UTC), длительность 6 часов 29 минут. Установка на шлюзовую камеру трёх газовых баллонов. 21 июля c 4:35 до 8:37 (UTC), длительность 4 часа 2 минуты. Установка последнего (четвёртого) баллона, проверка. Продолжительность полёта составила 12 суток 18 часов 35 минут[12].

Общая продолжительность полётов в космос — 33 дня 20 часов 8 минут.

## После полётов
Имеет два патента на изобретения, и несколько публикаций в научных журналах. В марте 2005 года была назначена заместителем начальника Отдела астронавтов в Центре космических исследований имени Джонсона, в Хьюстоне, штат Техас и переведена в категорию астронавтов-менеджеров. В феврале 2008 года назначена первым заместителем руководителя Управления лётных экипажей в Центре имени Джонсона. В июне 2008 года была вновь переведена в категорию активных астронавтов, но затем вернулась в категорию астронавтов-менеджеров. В феврале 2011 года приступила к исполнению обязанностей руководителя Управления лётных экипажей.
С марта 2016 года возглавляет Исследовательский центр Гленна при НАСА в Кливленде, штат Огайо.

## Награды и премии
Награждена: Медаль «За космический полёт» (1998, 2000 и 2001), Медаль «За исключительные заслуги» (2001 и 2002), Медаль «За выдающееся лидерство» (2006) и многие другие.